# Bette Davis
Ruth Elizabeth «Bette» Davis (Lowell, Massachusetts, 5 de abril de 1908-Neuilly-sur-Seine, París, 6 de octubre de 1989) fue una actriz estadounidense de teatro, cine y televisión. Destacó por su facilidad de interpretar personajes antipáticos y fue ampliamente apreciada por sus actuaciones en filmes melodramáticos, históricos y ocasionalmente de comedia, aunque sus mayores éxitos los alcanzó con dramas románticos. Es considerada como uno de los mayores hitos cinematográficos.
Después de aparecer en obras de teatro de Broadway, Davis se trasladó a Hollywood en 1930, donde sus primeros filmes para Universal Studios tuvieron poca aceptación. Se incorporó a Warner Bros. en 1932 y fortaleció su carrera con varias interpretaciones aclamadas por la crítica. En 1937, intentó liberarse de su contrato y, aunque perdió un procedimiento legal muy publicitado, dio inicio al período más exitoso de su carrera. Hasta finales de los años cuarenta, fue una de las actrices del cine estadounidense más importantes, reconocida por su desenvolvimiento apasionado y decidido. Davis fue calificada como una perfeccionista que podía llegar a ser muy combativa y a menudo se hicieron públicos sus enfrentamientos con ejecutivos de los estudios, directores de cine y coprotagonistas. Su manera de ser frontal, su estilo vocal entrecortado y su cigarrillo ubicuo contribuyeron a forjar una imagen pública que a menudo fue imitada y satirizada.
Davis fue cofundadora de la Cantina de Hollywood y fue la primera mujer en ser presidente de la Academia de Artes y Ciencias Cinematográficas. Obtuvo el premio de la Academia como Mejor Actriz en dos ocasiones y fue la primera persona en alcanzar diez nominaciones a los Óscar por sus actuaciones y en recibir el premio a la Trayectoria del American Film Institute. Su carrera pasó por varios períodos de declive y catástrofes personales. Casada en cuatro ocasiones —se divorció en tres de ellas y quedó viuda una vez—, crio a sus hijos prácticamente como madre soltera. Sus últimos años estuvieron caracterizados por un largo período de mala salud, pero continuó actuando hasta poco antes de su muerte por cáncer de mama, con más de 100 películas, ciclos televisivos y obras teatrales en su haber. En 1999, Davis fue seleccionada como la segunda mejor actriz de todos los tiempos en la lista del American Film Institute, solamente precedida por Katharine Hepburn.

## Biografía y carrera

### 1908-1929: primeros años
Ruth Elizabeth Davis, conocida desde su infancia como «Betty», nació el 5 de abril de 1908 en Lowell, Massachusetts. Fue la primera hija de Ruth Augusta «Ruthie» (de soltera, Favor; 1885-1961) y del abogado de patentes Harlow Morrell Davis (1885-1938). Su única hermana, Barbara «Bobby», nació el 25 de octubre de 1909. La familia era protestante, con ascendencia inglesa, francesa y galesa. En 1915, los padres de Davis se separaron y las hermanas Betty y Bobby permanecieron en el internado Crestalban en Lanesborough, cerca de las montañas Berkshires, hasta que en 1921, Ruth se trasladó con sus hijas a Nueva York, donde trabajó como fotógrafa retratista. Betty decidió convertirse en actriz con el apoyo de su madre luego de ver a Rodolfo Valentino en Los cuatro jinetes del Apocalipsis (1921) y a Mary Pickford en Little Lord Fauntleroy (1921); por otra parte, decidió cambiar su apodo a «Bette» por el libro La prima Bette de Honoré de Balzac.
A principios de la década de 1920, Davis asistió a la Cushing Academy, un internado en Ashburnham, Massachusetts, donde conoció a su futuro esposo, Harmon O. Nelson (conocido como «Ham»). En 1926, asistió a la presentación de la obra El pato silvestre de Henrik Ibsen, con Blanche Yurka y Peg Entwistle. Según recordaría Davis más adelante, esa obra le inspiró el pleno compromiso con su carrera: «Antes de esa actuación, quería ser actriz. Después de la misma, tenía que ser una actriz [...] exactamente como Peg Entwistle».
Realizó una audición para ser admitida en el Manhattan Civic Repertory de Eva Le Gallienne, pero fue rechazada porque Le Gallienne consideró que tenía una actitud «poco sincera y frívola». Sin embargo, estudió danza con Martha Graham y fue aceptada en la escuela de teatro de John Murray Anderson, donde fue compañera de Lucille Ball.

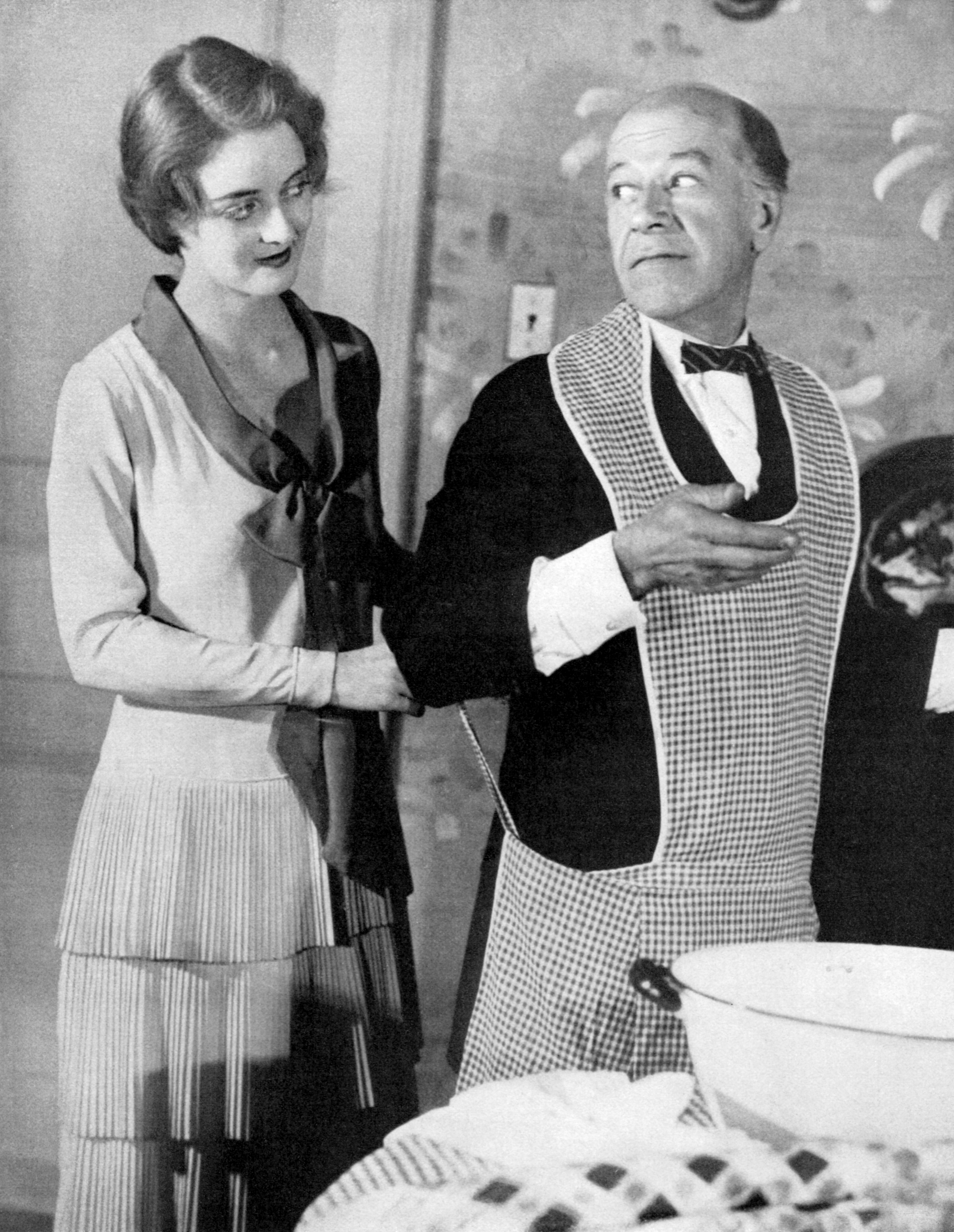
Bette Davis y Donald Meek en Broken Dishes (1929). «Ahora era una auténtica actriz de Broadway, en un éxito», escribió Davis.

También participó en una audición para la compañía de teatro de George Cukor y, aunque no impresionó al director, obtuvo su primer papel remunerado por una estadía de una semana como una de las chicas del coro en la obra Broadway. Luego fue elegida para representar a Hedwig, el personaje que Davis había visto interpretar a Entwistle en El pato silvestre. Tras actuar en Filadelfia, Washington y Boston, debutó en Broadway en 1929 con Broken Dishes y continuó con Solid South. Un buscador de talentos de Universal Studios vio su actuación y la invitó a Hollywood para realizar una prueba de cámara.

### 1930-1936: comienzos en Hollywood

#### Películas iniciales

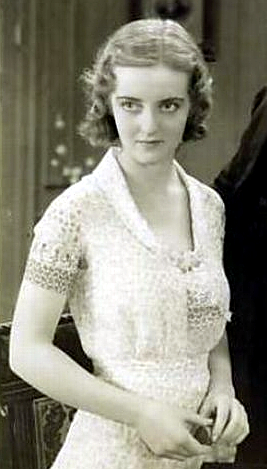
Davis en su primer trabajo cinematográfico, Bad Sister (1931).

Davis y su madre viajaron en tren a Hollywood y arribaron el 13 de diciembre de 1930. Más tarde, recordó que le había sorprendido el hecho de que nadie del estudio hubiese ido a recogerla a la estación; en realidad, un empleado de la compañía sí había ido, pero se fue porque no vio a nadie que «pareciese una actriz». Davis no aprobó su primera prueba de cámara, pero participó en muchas otras dando la réplica a otros actores. En una entrevista de 1971 con Dick Cavett, relató la experiencia: «Yo era la más yanqui del este, la virgen más modesta que haya pisado la tierra. Me pusieron en un sofá, y ensayé con quince hombres... Todos ellos tenían que echarse sobre mí y darme un beso apasionado. ¡Oh!, pensé que iba a morir. Sólo pensé que moriría». Se le dispuso una segunda prueba para el filme La casa de la discordia (A House Divided, 1931) donde, vestida apresuradamente con un traje de escote bajo mal ajustado, fue rechazada por el director, William Wyler, quien comentó en voz alta al equipo: «¿Qué piensan ustedes de estas damas que creen que pueden conseguir un trabajo mostrando sus pechos?». Carl Laemmle, jefe de Universal Studios, consideró poner fin al empleo de Davis, pero el director de fotografía Karl Freund le dijo que tenía unos «ojos encantadores» y sería adecuada para Mala hermana (1931), filme con el que debutó en el mundo del cine. El nerviosismo de Davis se agravó cuando escuchó al jefe de producción, Carl Laemmle Jr., comentar a otro ejecutivo que «tenía casi el mismo atractivo sexual que Slim Summerville», una de las estrellas de la película. El filme no tuvo éxito y su siguiente papel en Semilla (1931) fue demasiado breve para llamar la atención.
Universal Studios renovó su contrato por tres meses y Davis apareció en un pequeño papel en El puente de Waterloo (Waterloo Bridge, 1931) antes de ser cedida a Columbia Pictures para La estatua vengadora (The Menace) y a Capital Films para Casa correccional (Hell's House), ambas rodadas en 1932. Tras nueve meses y seis filmes sin éxito, Laemmle decidió no renovarle contrato, aunque George Arliss la eligió para el papel femenino principal de La oculta providencia (The Man Who Played God, 1932). Durante el resto de su existencia, Davis atribuyó a Arliss su consolidación artística en Hollywood. The Saturday Evening Post escribió que «no sólo es hermosa, sino que bulle de encanto» y la comparó con Constance Bennett y Olive Borden. Poco después, Warner Bros. le firmó un contrato por siete años. En sus trabajos dentro de Warner Bros. coincidió con el director de fotografía, Tony Gaudio que fue uno de sus favoritos —once películas—.
En 1932, se casó con Harmon «Ham» Nelson, quien recibió duras críticas por parte de la prensa: sus ganancias semanales de 100 USD eran comparadas desfavorablemente con los ingresos semanales de 1000 USD de Davis. La actriz tocó el tema en una entrevista señalando que muchas mujeres de Hollywood ganaban más dinero que sus maridos, pero la situación fue difícil para Nelson, que se negó a permitir que su esposa comprara una casa hasta que pudiera darse el lujo de pagarla por sí mismo. Davis tuvo varios abortos espontáneos durante su matrimonio.

#### Consagración artística

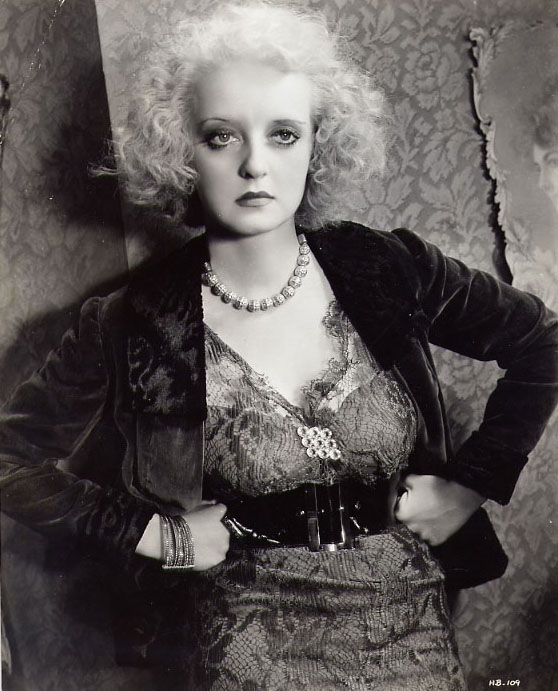
Como la gruñona Mildred en Of Human Bondage (1934), por la que fue aclamada por la crítica.

Después de más de 20 papeles en cine, el rol de la viciosa y desaliñada Mildred Rogers en la producción de RKO Radio Pictures, Cautivo del deseo (1934), una adaptación cinematográfica de la novela de W. Somerset Maugham, le dio a Davis su primera gran aclamación por parte de la crítica. Muchas actrices temían interpretar personajes antipáticos y varias habían rechazado el papel, pero Davis lo vio como una oportunidad para demostrar la gama de sus habilidades interpretativas. Su compañero de reparto, Leslie Howard, fue inicialmente despectivo con Davis, pero a medida que avanzó el rodaje su actitud fue cambiando y posteriormente habló muy bien de ella. El director John Cromwell le dio una «relativa» libertad y comentó: «Dejé que Bette fuera su propia guía. Confié en sus instintos». Davis insistió en que fuera expuesta de manera realista en la escena de su muerte, aclarando que «las últimas escenas de tuberculosis, pobreza y abandono no son bonitas e intenté ofrecer una imagen convincente».
La película fue un éxito y la caracterización a cargo de Davis ganó los elogios de la crítica. La revista Life publicó que su actuación «fue probablemente la mejor jamás registrada en la pantalla por una actriz de EE. UU.». Davis pensó que la recepción que tuvo su caracterización animaría a Warner Bros. a darle papeles más importantes. Sin embargo, se sintió decepcionada cuando Jack Warner se negó a cederla a los estudios Columbia para aparecer en Sucedió una noche (film dirigido por Frank Capra) y, en su lugar, debió participar en el melodrama Una mujer de su casa (Housewife, 1934). Cuando no fue nominada para los premios de la Academia por Cautivo del deseo, el periódico The Hollywood Citizen News cuestionó el hecho y la también candidata Norma Shearer inició una campaña para que Davis fuera nominada. Eso llevó a que el presidente de la Academia, Howard Estabrook, pronunciara un discurso diciendo que bajo las circunstancias «cualquier votante... puede escribir en la votación su opción personal para los ganadores», lo que permitió por esa sola ocasión en la historia de la Academia la consideración de un candidato oficialmente no nominado para un premio. Claudette Colbert ganó el premio por Sucedió una noche, pero el escándalo provocó que se llevara a cabo un cambio en los procedimientos de votación de la Academia al año siguiente. Las nominaciones pasaron a ser decididas por los miembros de la Academia de cada especialidad en lugar de por un pequeño comité y los resultados fueron controlados de forma independiente por la empresa auditora Price Waterhouse.
En 1935, Davis apareció interpretando a una actriz perturbada en Peligrosa (Dangerous), dirigida por Alfred E. Green, y recibió muy buenas críticas. E. Arnot Robertson escribió en Picture Post: «Si Bette Davis hubiera vivido hace doscientos o trescientos años, creo que probablemente la habrían quemado por bruja. Me da la curiosa sensación de que está cargada de un poder que no puede encontrar una salida común». The New York Times escribió que estaba «convirtiéndose en una de nuestras actrices de cine más interesantes». Davis ganó el premio de la Academia a la Mejor Actriz por el papel, pero comentó que era un reconocimiento tardío por Cautivo del deseo, calificando a su galardón como un «premio de consolación». Durante el resto de su existencia, sostuvo que fue ella quien le puso el nombre de «Óscar» a la estatuilla cuando dijo que la parte posterior del galardón se parecía al trasero de su marido, cuyo segundo nombre era Oscar. Su afirmación fue puesta en duda por la Academia de Artes y Ciencias Cinematográficas. La versión más fiable es la de Margaret Herrick, bibliotecaria de la Academia, que habría bautizado a la estatuilla como Oscar luego de apreciar un parecido con su tío del mismo nombre. En su siguiente filme, El bosque petrificado (1936), Davis compartió cartel con Leslie Howard y Humphrey Bogart, quien recibió la mayor parte de los elogios de la crítica en su primer papel importante.

#### Problemas legales
Convencida de que su carrera estaba siendo perjudicada por una serie de películas mediocres, Davis aceptó en 1936 una oferta para aparecer en dos filmes en Londres. Huyó a Canadá para evitar que le entregasen citaciones judiciales consciente de que estaba inclumpliendo su contrato con Warner Bros. Finalmente, llevó el caso ante los tribunales del Reino Unido con la esperanza de librarse del acuerdo. Más tarde, Davis recordó el alegato inicial del abogado representante de Warner Bros., Sir Patrick Hastings, quien instó al tribunal a «llegar a la conclusión de que Davis es más bien una dama joven y astuta cuyo único propósito es el de conseguir más dinero». El letrado se burló de la descripción de «esclavitud» que Davis había hecho del contrato al afirmar erróneamente que los pagos consistían de 1350 USD semanales. A su vez, Hastings añadió: «Si alguien quiere someterme a perpetua servidumbre sobre la base de dicha remuneración, me comprometo a tomarlo en consideración». La prensa británica ofreció poco apoyo a Davis y la calificó de «sobrepaga» e «ingrata».
Davis explicó su punto de vista a un periodista diciendo: «Supe que, si seguía apareciendo en películas mediocres, no tendría nunca una carrera por la que valiera la pena luchar». El abogado de Davis presentó sus denuncias: la actriz podía ser suspendida sin sueldo por negarse a trabajar, sumándose el período de suspensión a la duración de su contrato; podía ser llamada a desempeñar cualquier papel dentro de sus capacidades independientemente de sus creencias personales; podía ser requerida para apoyar un partido político en contra de sus creencias; o su imagen podía ser expuesta de cualquier manera que el estudio considerara pertinente. Jack Warner testificó y se le preguntó: «Cualquier papel que usted elija para que interprete... sin importar si es desagradable o humillante, ¿tiene que interpretarlo?», a lo que Warner respondió: «Sí, debe interpretarlo». El caso fue resuelto por Branson J. en el Tribunal Superior Inglés en contra de Davis, que regresó a Hollywood endeudada y sin ingresos para reanudar su carrera. La actriz estadounidense Olivia de Havilland inició un caso similar contra la Warner en 1943 y lo ganó.

### 1937-1941: éxito con Warner Bros.

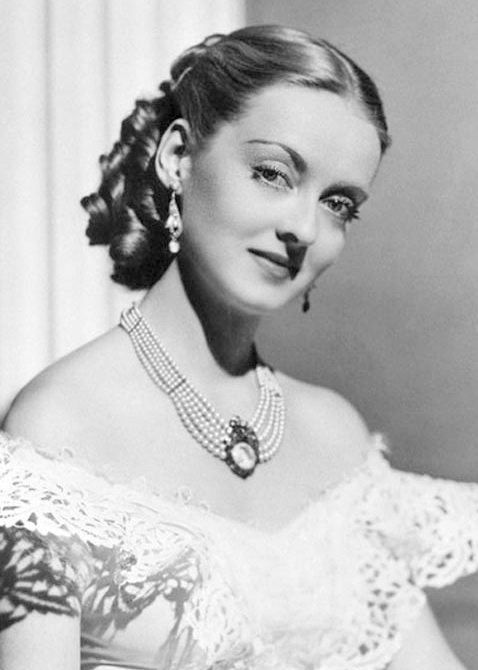
Davis como Jezabel en 1938, papel que le dio su segundo Óscar.

Davis comenzó a trabajar en La mujer marcada (1937), un drama negro inspirado en el caso de Lucky Luciano. Por su actuación, fue galardonada con la Copa Volpi en el Festival de Cine de Venecia de 1937. Durante la producción de su siguiente filme, Jezabel (Jezebel, 1938), Davis inició una relación con el director William Wyler. Más tarde, lo describió como «el amor de mi vida» y dijo que hacer la película con él fue «el momento más feliz de mi vida». El filme fue un éxito y la actuación de Davis como una belleza sureña consentida le valió su segundo premio de la Academia, lo que llevó a la especulación dentro de la prensa de que podría ser elegida para interpretar un personaje similar, el de Scarlett O'Hara en Lo que el viento se llevó. Davis manifestó su deseo de interpretar a Scarlett y mientras David O. Selznick estaba llevando a cabo la búsqueda de la actriz que interpretaría el papel, una votación radiofónica la nombró como la favorita del público. Warner ofreció sus servicios a Selznick como parte de un acuerdo que también incluía a Errol Flynn y Olivia de Havilland, pero Selznick no consideró adecuada a Davis y rechazó la oferta.
Jezabel marcó el inicio de la etapa más exitosa de su carrera y durante los siguientes años fue incluida en la encuesta anual de Quigley, compilada a partir de los votos de los exhibidores de cine a lo largo de EE. UU., sobre las estrellas que habían generado más ingresos en sus teatros respecto al año anterior. En contraposición con el éxito de Davis, su esposo Nelson Ham no había logrado establecer una carrera por sí mismo y la relación de ambos comenzó a tambalearse. En 1938, Nelson comprobó que Davis estaba involucrada en una aventura extramatrimonial con el empresario multimillonario Howard Hughes y solicitó el divorcio.
La actriz tuvo altibajos emocionales durante el rodaje de su siguiente película, Amarga victoria (Dark Victory, 1939), y consideró abandonar el proyecto hasta que el productor Hal B. Wallis la convenció de que canalizara su angustia en la actuación. El filme se convirtió en uno de los más taquilleros del año y el papel de Judith Traherne le valió una nominación al Óscar. Años más tarde, Davis destacó esa actuación como su favorita. Ese mismo año apareció en otros tres éxitos de taquilla, La solterona con Miriam Hopkins, Juárez con Paul Muni y La vida privada de Elizabeth y Essex con Errol Flynn. Esta última no solo fue su primera película a color, sino también la única de este tipo que rodaría en el apogeo de su carrera. Para recrear los últimos años de Isabel I, Davis tuvo que afeitarse la línea del cabello y las cejas. Durante el rodaje, fue visitada en el set por el actor Charles Laughton, a quien le comentó el valor que estaba teniendo al interpretar a una mujer de unos sesenta años. Laughton le respondió: «Nunca tengas miedo de atreverte a salir de ti misma. Es la única manera de crecer en tu profesión. Debes intentar cosas que estén más allá de ti o te estancarás en una rutina interminable». Recordando el episodio muchos años después, Davis comentó que ese consejo la había influenciado a lo largo de su carrera.

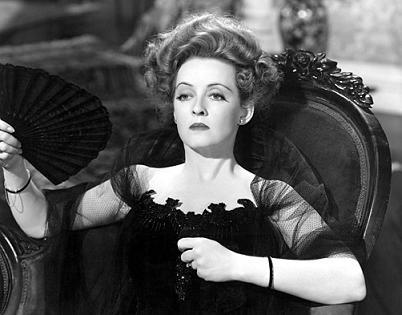
Davis interpretó frecuentemente papeles antipáticos, tales como el de Regina Giddens en The Little Foxes (1941).

En ese momento, Davis era la estrella más rentable de Warner Bros y recibía los papeles protagónicos femeninos más importantes a tal punto que comenzó a ser llamada «el quinto hermano Warner». Su imagen fue tratada con más cuidado y, a pesar de que continuó interpretando papeles de carácter, a menudo fue filmada con primeros planos que resaltaban sus ojos llamativos. El cielo y tú (All This, and Heaven Too, 1940) fue el mayor éxito comercial de ese período mientras que La carta (The Letter, 1940) fue considerada «una de las mejores películas del año» por The Hollywood Reporter. Davis fue elogiada por su papel de una asesina adúltera, el mismo rol que la actriz Katharine Cornell había interpretado originalmente en Broadway. Durante este tiempo, mantuvo una relación con su antiguo compañero de reparto George Brent, quien le propuso matrimonio. Davis rehusó, ya que había conocido a Arthur Farnsworth, un posadero de Nueva Inglaterra, con quien se casó en Lake Montezuma, Arizona, en diciembre de 1940.
En enero de 1941 se convirtió en la primera mujer en ocupar el cargo de presidente de la Academia de Artes y Ciencias Cinematográficas, pero contrarió a los miembros del comité con su actitud insolente y propuestas radicales. Ante el rechazo y la resistencia frecuentes del comité, renunció y fue sustituida por Walter Wanger, que implementó los cambios que ella había sugerido. Davis protagonizó tres películas en 1941, entre ellas La gran mentira (The Great Lie, 1941). El protagonista masculino, George Brent, le hizo cosquillas en muchas de las escenas, lo que permitió que el público, acostumbrado a la fuerza de carácter de sus personajes, presenciara fragmentos poco comunes de una Davis que se retorcía de risa. William Wyler la dirigió por tercera vez en La loba (The Little Foxes, de RKO, 1941) de Lillian Hellman, pero ambos se enfrentaron por el personaje de Regina Giddens. Como ese papel había sido interpretado originalmente en teatro por Tallulah Bankhead, Davis quiso tomar como base su interpretación, pero Wyler manifestó su opinión de suavizar el personaje. La actriz rehusó a llegar a un acuerdo y, si bien recibió otra nominación para el Óscar, nunca más volvió a trabajar con Wyler.

### 1942-1944: esfuerzo de guerra y tragedia personal
Después del ataque a Pearl Harbor, Davis pasó los primeros meses de 1942 vendiendo bonos de guerra. Se enfureció con Jack Warner luego de que este criticara su tendencia a engatusar a las personas y sintiera que ella estaba llevando su imagen demasiado lejos. Sin embargo, la actriz continuó con sus propios métodos e incluso visitó fábricas en Oklahoma, donde arengó a una multitud a contribuir materialmente como parte de los esfuerzos necesarios para colaborar en la guerra. En apenas dos días recaudó dos millones de dólares en bonos y otros 250 000 USD por una fotografía suya en Jezabel. También formó parte de regimientos integrados por personas de color (Davis era la única integrante blanca) en un grupo actoral conformado por Hattie McDaniel, Lena Horne y Ethel Waters.

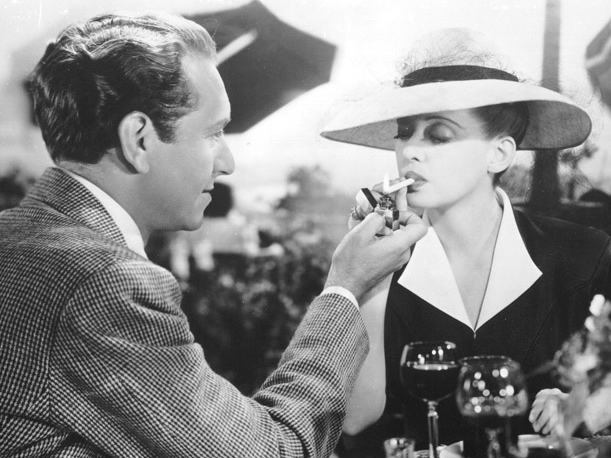
Paul Henreid le enciende un cigarrillo a Davis en Now, Voyager (1942).

Luego de la sugerencia de John Garfield de abrir un club para militares en Hollywood, Davis (con la ayuda de Warner, Cary Grant y Jule Styne) transformó un antiguo club nocturno en la Cantina de Hollywood, que se inauguró el 3 de octubre de 1942. Las estrellas más importantes de Hollywood ofrecieron llevar a cabo servicios de animación a los militares. Davis aseguró que todas las noches habría unas cuantas figuras «importantes» para los soldados que llegaran y apareció como sí misma en la película La Cantina de Hollywood (1944), que utilizó el local como escenario de rodaje para una historia de ficción. Davis comentó más adelante: «Hay pocos logros en mi vida de los que estoy sinceramente orgullosa. La Cantina de Hollywood es uno de ellos». En 1980 fue galardonada con la Medalla al Servicio Civil del Ejército, uno de los más altos galardones civiles entregados por el Departamento de Defensa de Estados Unidos, por su desempeño en la Cantina de Hollywood.
Una de las escenas más imitadas del drama romántico La extraña pasajera (Now, Voyager, 1942) es aquella en la que Paul Henreid enciende dos cigarrillos mientras mira fijamente los ojos de Davis y le pasa uno. Los críticos de cine elogiaron su actuación y el National Board of Review comentó que le dio al filme «una dignidad que no estaba plenamente garantizada por el guion». En la película, Claude Rains actuó como su coestrella. Davis lo acompañó en tres filmes más y confesó en sus memorias que fue su partenaire favorito. La extraña pasajera ocupa el puesto 23 de las mejores películas románticas de todos los tiempos según la lista del American Film Institute.
Durante principios de la década de 1940, muchas de las opciones cinematográficas de Davis estuvieron influenciadas por la temática de la guerra, como Vigilancia en el Rhin (1943) de Lillian Hellman, y Adorables estrellas (1943), una alegre cabalgata musical donde cada una de las estrellas más destacadas donaron sus honorarios a la Cantina de Hollywood. Ahí, Davis interpretó una canción novedosa: «They're Either Too Young or Too Old», que se convirtió en un éxito después del estreno de la película. En Vieja amistad (1943) volvió a trabajar con Miriam Hopkins. La historia narra los conflictos originados entre ambas cuando una de ellas se convierte en una novelista exitosa. Davis sintió que Hopkins intentó opacarla a lo largo de la película y el director Vincent Sherman recordó la intensa competitividad y animosidad entre las dos actrices. Davis solía bromear diciendo que no se contuvo nada en una escena en la que debía sacudir a Hopkins en un ataque de ira.
En agosto de 1943, el esposo de Davis, Arthur Farnsworth, se desvaneció inesperadamente mientras caminaba por una calle de Hollywood y murió dos días después. Una autopsia reveló que su desmayo fue causado por una fractura de cráneo que había sufrido dos semanas antes. Davis declaró ante una investigación que no sabía cuál podría haber sido la causa de su lesión y se llegó a la conclusión de que fue una muerte accidental. Abatida por el hecho, tomó una semana de luto, pero luego insistió en regresar para rodar El señor Skeffington (1944). Sin embargo, desde el primer día de rodaje tuvo serios enfrentamientos con el director Vincent Sherman. Davis explicó más tarde que su modo de actuar era errático y fuera de lo común debido a su catástrofe personal con la siguiente observación: «Cuando más infeliz era, atacaba en lugar de lamentarme». Algunos críticos la analizaron, entre ellos James Agee, quien escribió que «demuestra los horrores del egocentrismo en una escala maratónica». A pesar de las críticas mixtas, recibió otra nominación a los premios de la Academia.

### 1945-1949: reveses profesionales

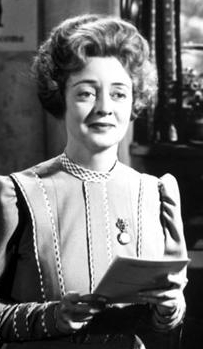
Davis en The Corn is Green (1945)

En 1945 Davis se casó con el artista William Grant Sherry, que ocasionalmente trabajaba como masajista. Se sintió atraída por él cuando supo que Sherry nunca había oído hablar de ella y, por lo tanto, no se sentía intimidado. Ese mismo año rechazó el papel principal de Alma en suplicio (1945), por el que Joan Crawford ganó un premio de la Academia, y en su lugar participó en El trigo está verde (1945), basada en una obra de Emlyn Williams. La obra había sido estrenada en teatro por Ethel Barrymore, pero Warner Bros. consideró que la versión cinematográfica debía contar con una mujer joven en el personaje femenino principal y eligió a Davis. Sin embargo, la actriz no estuvo de acuerdo e insistió en hacer el papel tal como estaba escrito y llevar una peluca gris y relleno debajo de la ropa para crear una apariencia desaliñada. La película fue bien recibida por la crítica y obtuvo una ganancia de 2.2 millones USD. El crítico E. Arnot Robinson observó que «sólo Bette Davis podría haber luchado con éxito contra la intención evidente de los adaptadores de la obra, interesados en hacer del sexo frustrado el motivo principal de interés del personaje principal con el joven minero». Llegó a la conclusión de que «la interpretación sutil que Davis insistió en dar» mantiene el enfoque en «la alegría que sintió la profesora al transferir sus conocimientos».
Su siguiente película, Una vida robada (1946), fue la primera y única que Davis hizo con su propia compañía de producción, BD Productions. A pesar de las malas críticas y de que Bosley Crowther la describiera como «una pieza inquietantemente vacía», el filme recaudó 2.5 millones USD y fue uno de sus más grandes éxitos de taquilla. La primera película en la que intervino que fracasó en términos económicos en este período fue Engaño (1946).
El próximo proyecto de Davis iba a ser Possessed (1947), que se había adecuado a sus pretensiones, pero quedó embarazada y pidió licencia por maternidad, por lo que fue reemplazada por Joan Crawford, que fue nominada para un premio de la Academia como Mejor Actriz. En 1947, a la edad de 39 años, Davis dio a luz a una niña, Barbara Davis Sherry (conocida como BD). Más tarde escribió en sus memorias que se sintió absorbida por la maternidad y consideró poner fin a su carrera, pero su matrimonio empezó a deteriorarse y siguió haciendo películas. Su popularidad, sin embargo, fue en constante declive.
Uno de los papeles que se le ofrecieron para que retornara a la actividad fue el de Rose Sayer en La reina de África (filmada en 1951), pero lo rechazó al enterarse de que la película iba rodarse en África. Contrataron en su lugar a Katharine Hepburn, quien fue nominada a un premio de la Academia por su labor. Recibió una propuesta para encarar un papel junto a Joan Crawford en una versión cinematográfica del drama Women Without Men de Virginia Kellogg, pero Davis dejó en claro que no iba a aparecer en cualquier «filme de tortilleras». La película, con Eleanor Parker y Agnes Moorehead en los papeles principales, se estrenó como Sin remisión en 1950. Davis presionó a Jack Warner para hacer dos filmes, uno sobre la novela Ethan Frome y otro sobre la biografía de Mary Todd Lincoln, pero ambas propuestas fueron vetadas.

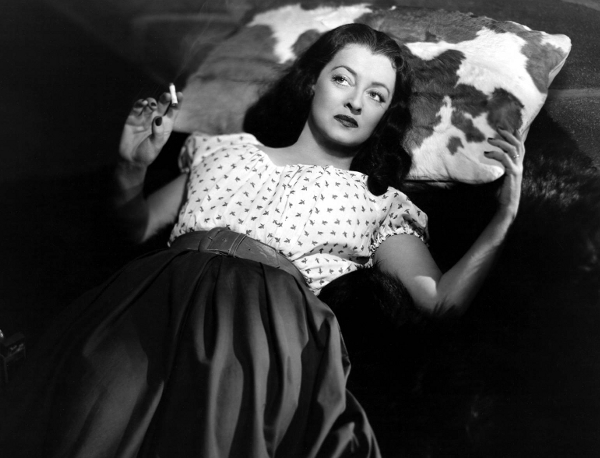
Beyond the Forest (1949) fue la última película que Davis hizo para Warner Bros., después de 17 años con el estudio.

En 1948, Davis fue elegida para protagonizar el melodrama Reunión de invierno, con el joven Jim Davis. A pesar de que inicialmente estuvo entusiasmada, pronto supo que Warner había dispuesto una iluminación «más suave» para disimular su edad. Recordó que había visto «la misma técnica de iluminación en los sets de Ruth Chatterton y Kay Francis, y sabía lo que eso suponía». Comenzó a arrepentirse de haber aceptado el papel y, como añadidura a su desilusión, no confiaba en las habilidades de su compañero Jim Davis. Tampoco estuvo de acuerdo con las modificaciones introducidas al guion debido a restricciones de censura y descubrió que muchos de los aspectos de su papel que la habían atraído inicialmente, habían sido quitados. La película fue descrita por Bosley Crowther como «interminable» y señaló que «de todos los dilemas miserables en los que la señorita Davis intervino... este es probablemente el peor». El filme fracasó rotundamente y el estudio perdió casi un millón USD.
Mientras rodaba el papel protagonista de La novia de junio (1948), Davis se enfrentó con su coestrella Robert Montgomery y lo describió como «un Miriam Hopkins masculino... un excelente actor, pero adicto al robo de escenas». El filme fue una de las pocas comedias que realizó en su carrera y le valió algunas críticas positivas, pero no fue especialmente popular entre el público y recaudó solo una pequeña ganancia. A pesar del poco éxito de sus últimos trabajos, en 1949 negoció un contrato de cuatro películas con Warner Bros., que le pagó 10285 USD por semana y la convirtió en la mujer más remunerada en los Estados Unidos. En 1947, la Tesorería de Estados Unidos la había nombrado la mujer con mayores ingresos del país.
Davis odiaba el guion de Más allá del bosque (1949) y le había pedido a Warner rearmar el papel, pero este se negó a permitir la aprobación de los cambios sugeridos e inició el rodaje de todas formas. Después de que la película fuera finalizada, Warner liberó a Davis de su contrato por pedido suyo y los comentarios que surgieron fueron mordaces. Dorothy Manners de The Angeles Examiner calificó al filme como «un final desafortunado para su brillante carrera», mientras que Hedda Hopper escribió: «Si Bette pretende destruir su carrera deliberadamente, no pudo encontrar un método más apropiado que este». En la película, la actriz pronunció la frase «¡Qué basura!», que fue estrechamente relacionada con Davis después de que se hiciera una referencia en ¿Quién teme a Virginia Woolf? de Edward Albee. De hecho, los imitadores comenzaron a decirla en sus actos y años después, Davis comenzó a utilizarla como frase de apertura en muchas de sus presentaciones ante el público.

### 1949-1960: carrera independiente

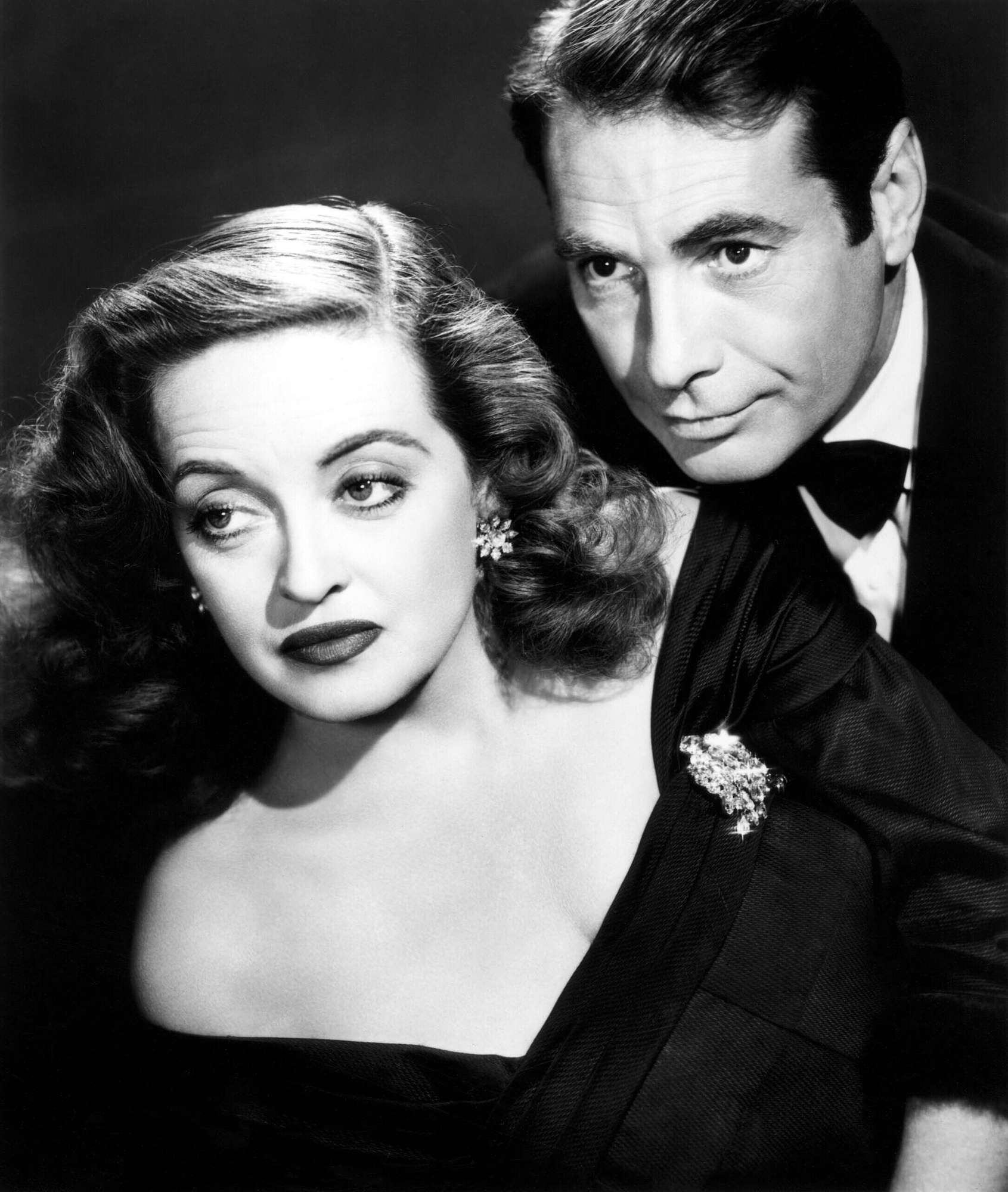
Davis interpretando a Margo Channing en una imagen promocional de All About Eve (1950), junto a Gary Merrill, con quien permaneció casada desde 1950 hasta 1960.

Para 1949 Davis y Sherry estaban distanciados y los columnistas de Hollywood anticipaban que su carrera había llegado a su fin. Al momento en que filmó La historia de un divorcio (lanzada por RKO Radio Pictures en 1951 como La egoísta), no había recibido otras ofertas laborales. Poco antes de que la filmación fuera completada, el productor Darryl F. Zanuck le ofreció el papel de una actriz teatral ya entrada en años, Margo Channing, en Eva al desnudo (1950). Claudette Colbert, la actriz elegida inicialmente, se había lesionado gravemente la espalda y no pudo continuar. Tras leer el libreto, Davis lo describió como el mejor que había leído en su vida y aceptó el papel. En pocos días, se incorporó al elenco y comenzó a filmar en San Francisco. Durante la producción, forjó una gran amistad con su compañera de reparto, Anne Baxter, y una relación romántica con su protagonista, Gary Merrill, con el que contrajo matrimonio en cuartas nupcias. Joseph L. Mankiewicz, quien dirigió la producción, comentó que estuvo «perfecta» y fue «el sueño del director: la actriz dispuesta».
Los críticos respondieron positivamente a la caracterización de Davis y varias de sus frases se hicieron ampliamente conocidas, en particular: «Abróchense sus cinturones, va a ser una noche movida». Fue nominada nuevamente al Oscar y críticos como Gene Ringgold describieron su interpretación como «la mejor actuación de todos los tiempos». Pauline Kael escribió que gran parte de la visión de Mankiewicz sobre el teatro era «un disparate», pero elogió a Davis, escribiendo que «[la película] es salvada por una actuación verdaderamente real: Bette Davis está en lo más instintivo y asegurado. La actriz, vanidosa, asustada, una mujer que va demasiado lejos en sus reacciones y emociones, hace que todo cobre vida». Davis ganó el premio a la Mejor Actriz del Festival de Cine de Cannes y del New York Film Critics Circle. También recibió el premio a la Mejor Actriz del San Francisco Film Critics Circle (que la había nombrado como la Peor Actriz de 1949 por Más allá del bosque). Durante este tiempo, fue invitada a dejar las huellas de sus manos en la parte exterior del Grauman's Chinese Theatre.
El 3 de julio de 1950 se concretó su divorcio con William Sherry y el 28 de julio siguiente se casó con Gary Merrill. Bajo el consentimiento de Sherry, Merrill adoptó a BD, la hija de Davis, y en el mismo año el matrimonio adoptó a una niña a la que llamaron Margot. La familia viajó a Inglaterra donde la pareja protagonizó una película de asesinato y misterio, Veneno para tus labios (1951). Cuando el filme recibió críticas poco entusiastas y fracasó en la taquilla, columnistas de Hollywood escribieron que el retorno de Davis había sido frustrado; su nominación a los premios de la Academia por La estrella (1952) no logró detener su declive.
Davis y Merrill adoptaron un niño llamado Michael en 1952. Más tarde, Davis apareció en una revista de Broadway dirigida por Jules Dassin, Two's Company, pero admitió sentirse incómoda por trabajar fuera de su área de experiencia, ya que nunca había hecho una actuación musical y su última experiencia teatral se remontaba a veinte años atrás. También estuvo gravemente enferma y fue operada de osteomielitis de la mandíbula. Su hija Margot fue diagnosticada con un grave daño cerebral debido a una lesión sufrida poco después de su nacimiento y fue ingresada en una institución especializada. Davis y Merrill comenzaron a tener discusiones con frecuencia; su hija BD recordó posteriormente los episodios de alcoholismo y violencia doméstica.
Pocas de las películas de Davis en la década de 1950 tuvieron éxito y muchas de sus actuaciones fueron reprobadas por los críticos. The Hollywood Reporter escribió sobre peculiaridades «que usted esperaría encontrar en una imitación de [Davis] en un club nocturno», mientras que el crítico londinense Richard Winninger, escribió: «La señorita Davis, sin decir más que la mayoría de las estrellas en cuanto a las películas que hace, parece haber caído en el egoísmo. El criterio para su elección de filmes parece ser que nada debe competir con el completo despliegue de cada faceta de su arte. Solo las películas malas son lo suficientemente buenas para ella». Sus filmes de este período incluyen The Virgin Queen (1955), Storm Center (1956), Banquete de bodas (1956) y El capitán Jones (1959), parcialmente rodada en España. A medida que su carrera fue declinando, su matrimonio siguió deteriorándose hasta que Davis solicitó el divorcio en 1960, un año antes de que su madre muriera. En ese tiempo apareció en televisión en tres episodios de Caravana, una popular producción de la NBC con personajes diferentes en cada una de las emisiones en 1959 y 1961.

### 1961-1970: éxito renovado

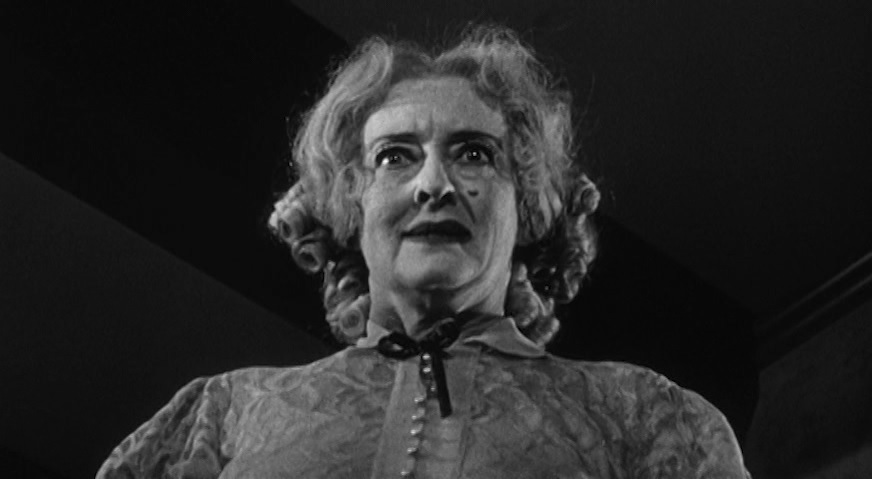
Davis como Jane Hudson en What Ever Happened to Baby Jane? (1962), por la que recibió su última nominación a los Oscares.

En 1961, Davis intervino en la producción de Broadway, La noche de la iguana, cuyas críticas fueron en su mayoría mediocres, y abandonó la obra después de cuatro meses debido a una «enfermedad crónica». Luego actuó junto a Glenn Ford y Ann-Margret en el filme de Frank Capra, Un gángster para un milagro (1961, una adaptación de la película de Capra de 1933, Dama por un día), basada en una historia de Damon Runyon. Aceptó trabajar en la película de terror de Grand Guignol, ¿Qué fue de Baby Jane? (1962) y, según Variety, «los resultados en gran medida favorecieron a Davis (y ella se lleva el crédito)». La película se convirtió en uno de los mayores éxitos del año.

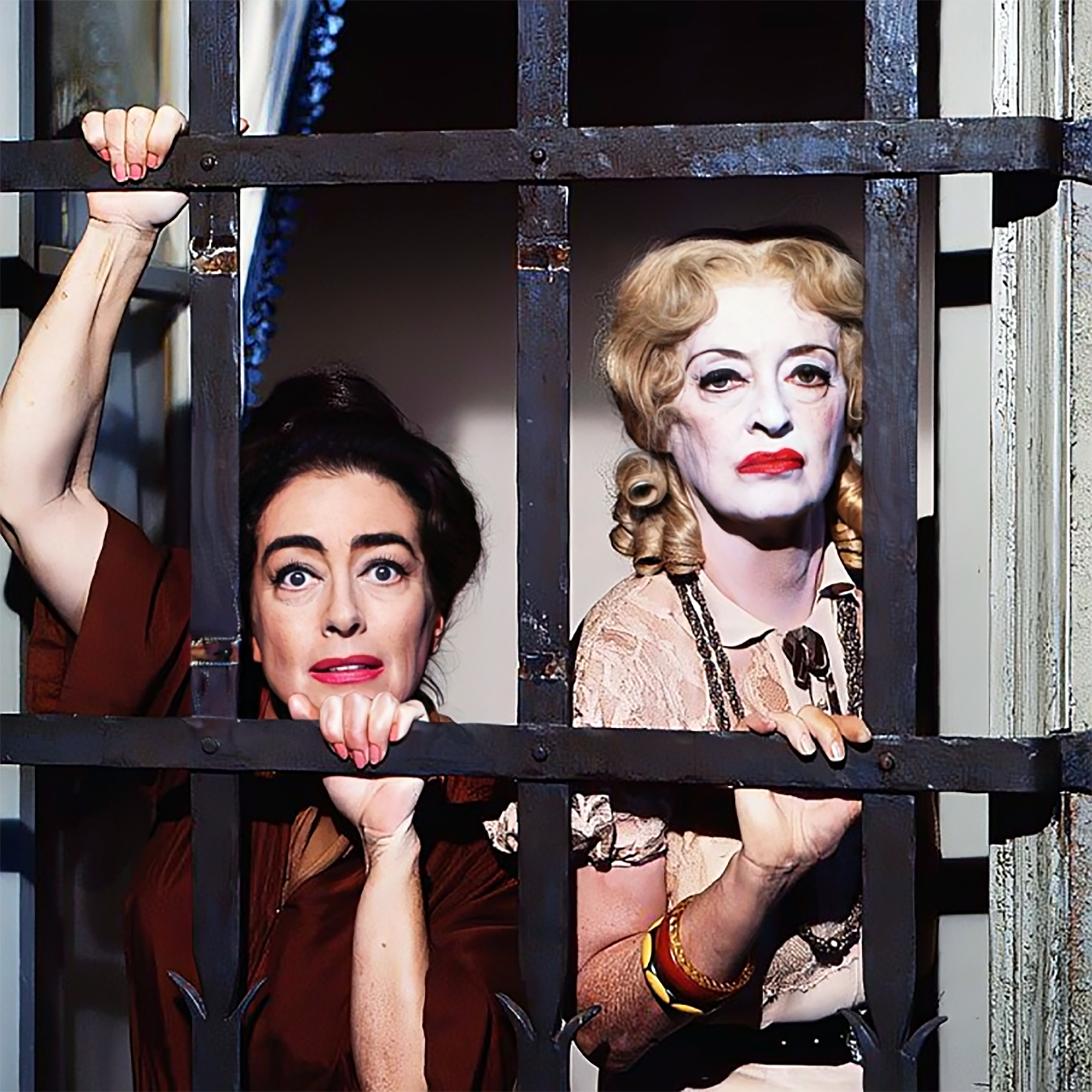
Joan Crawford (izquierda) y Bette Davis (derecha) en una fotografía publicitaria para What Ever Happened to Baby Jane? (1962).

Davis y Joan Crawford interpretaron a dos hermanas actrices entradas en años forzadas por las circunstancias a compartir una decadente mansión en Hollywood. El director, Robert Aldrich, explicó que Davis y Crawford fueron cada una conscientes de lo importante que era la película en sus respectivas carreras y comentó: «Es apropiado decir que realmente se detestaban entre sí, pero se comportaron perfectamente». Después de que el filme fuera acabado, las declaraciones públicas de una contra la otra provocaron que se forjara una tensión que luego propició una enemistad de por vida. Cuando Davis fue nominada para un premio de la Academia, Crawford se puso en contacto con las otras actrices nominadas en el mismo rubro que no podían asistir a la ceremonia y se ofreció a aceptar el premio de cualquiera de ellas en caso de que ganaran. Sobre Crawford, Davis dijo: «Se ha acostado con todas las estrellas de la Metro, menos con la perra Lassie» y, paralelamente, «no la orinaría ni aunque estuviese ardiendo en llamas». A la muerte de Crawford en 1977, manifestó: «Uno nunca debe decir cosas malas sobre los muertos, solo se deben decir cosas buenas: Joan Crawford está muerta, ¡qué bien!». Davis recibió su única nominación a los premios BAFTA por su actuación en ¿Qué fue de Baby Jane?. Su hija BD desempeñó un pequeño papel en la película y cuando ambas visitaron el Festival de Cine de Cannes para promocionarla, BD conoció a Jeremy Hyman, un ejecutivo de Seven Productions Arts. Después de un corto noviazgo, se casó a la edad de 16 años con permiso de Davis.
A principios de 1963, mientras Raymond Burr se estaba recuperando de una cirugía, la actriz fue la estrella invitada en el primero de los cuatro episodios de Perry Mason, con Burr haciendo solo papeles de cameo. 
En septiembre de 1962, Davis puso un aviso en la revista Variety que decía: «Madre de tres hijos. Divorciada. Norteamericana. Treinta años de experiencia como actriz de cine. Capaz aún de moverse; más amable de lo que dicen los chismes. Se ofrece para trabajo en Hollywood (ya estuvo en Broadway)». Posteriormente, Davis dijo que lo publicó con intención de broma. Su propia víctima (1964) fue un drama en el que interpretó a dos hermanas gemelas y A donde fue el amor (1964) estuvo basado en una novela romántica de Harold Robbins. Ahí, interpretaba a la madre de Susan Hayward, pero el rodaje se vio obstaculizado por las tensas discusiones entre ambas. Canción de cuna para un cadáver (1964) fue una continuación de Robert Aldrich de ¿Qué fue de Baby Jane?, en la que tenía prevista reunir a Davis y Crawford, pero esta última se retiró supuestamente debido a una enfermedad poco después de empezar el rodaje y fue reemplazada por Olivia de Havilland. La película fue un gran éxito y renovó la popularidad de su elenco, también integrado por Joseph Cotten, Mary Astor y Agnes Moorehead. Al año siguiente, Davis fue elegida para ser protagonista de una sitcom de Aaron Spelling, The Decorator. Si bien se filmó un episodio piloto, nunca salió al aire y el proyecto fue dado por terminado. A finales de la década, apareció en las películas británicas A merced del odio (1965), El aniversario (1968) y Connecting Rooms (1970), pero su carrera se estancó de nuevo.

### 1971-1983: carrera posterior

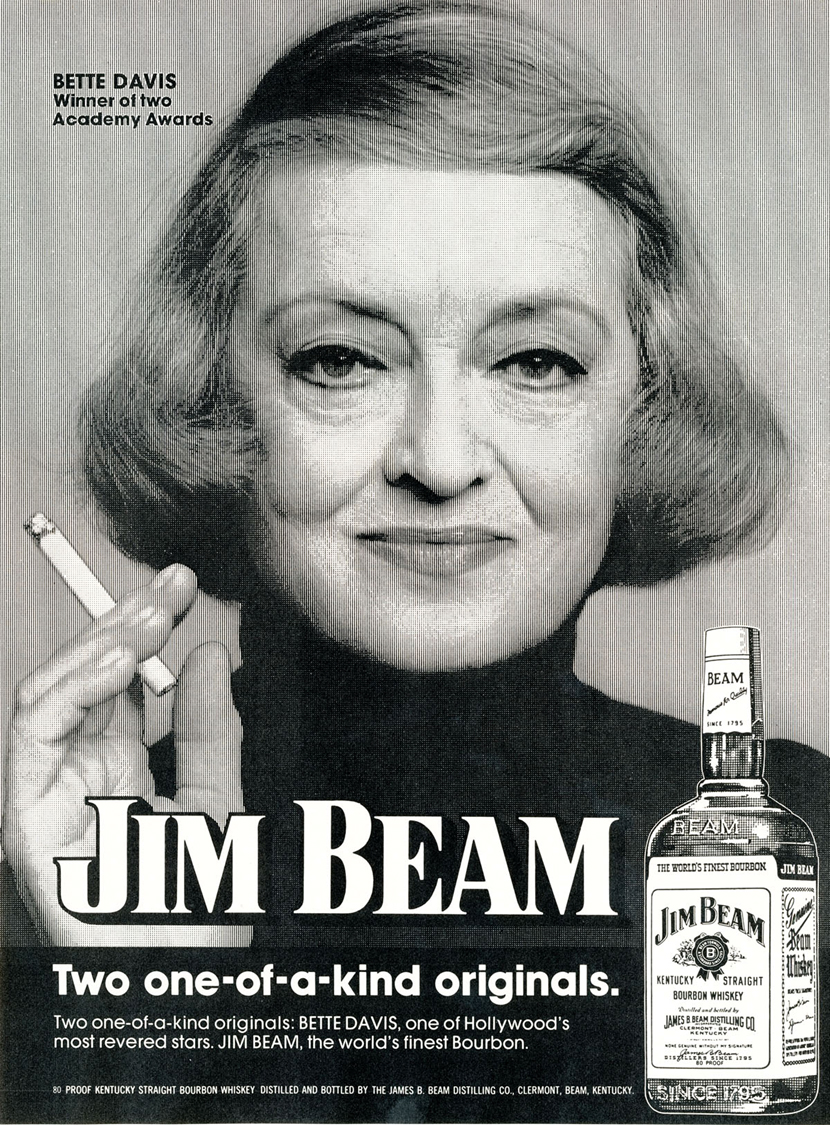
Davis en un anuncio comercial del whisky Jim Beam, 1974.

A principios de 1970, Davis fue invitada a viajar a Nueva York para la puesta en escena de Great Ladies of the American Cinema. Durante cinco noches consecutivas, diferentes estrellas femeninas debatieron sobre su carrera y respondieron las preguntas del público: Myrna Loy, Rosalind Russell, Lana Turner, Sylvia Sidney y Joan Crawford fueron las otras participantes. Davis tuvo una buena recepción y fue invitada a realizar una gira por Australia con Bette Davis in Person and on Film, similar al anterior, y su éxito le permitió llevar la producción a Reino Unido.
En 1972, interpretó el papel protagonista en dos películas para televisión, cada una pensada como pilotos para una serie de la NBC: El mundo extraño de Madame Sin, con Robert Wagner, y The Judge and Jake Wyler, con Joan Van Ark. A pesar de que fueron estrenadas, la cadena de televisión decidió no producir las series en ambos casos. Apareció en la producción teatral Miss Moffat, una adaptación musical de la película El trigo está verde, pero después de que fuera reprobada por críticos de Filadelfia, Davis alegó una lesión en la espalda y abandonó el espectáculo, que finalizó inmediatamente. Interpretó papeles secundarios en Pesadilla diabólica (1976) y La desaparición de Aimee (1976), en las cuales se enfrentó con Karen Black y Faye Dunaway, las estrellas de las dos respectivas producciones, luego de sentir que no le dirigieron el respeto apropiado y que sus comportamientos en los sets de filmación no fueron profesionales.
En 1977, Davis se convirtió en la primera mujer en recibir el premio a la Trayectoria del American Film Institute. El evento televisado incluyó comentarios de varios de sus colegas, tales como William Wyler, Jane Fonda, Henry Fonda, Natalie Wood y Olivia de Havilland, quien comentó que Davis «consiguió los papeles que yo siempre he querido». Después de la transmisión, recibió varias ofertas de trabajo y aceptó interpretar los papeles de la miniserie de televisión The Dark Secret of Home Harvest (1978) y la película Muerte en el Nilo (1978), basada en la obra de asesinato y misterio de Agatha Christie. La mayor parte de su obra restante fue para la televisión. Davis obtuvo un premio Emmy por Strangers: Madre e hija (1979) con Gena Rowlands y fue nominada por sus actuaciones en White Mama (1980) y La pequeña Gloria (1982). También interpretó papeles secundarios en dos películas de Disney, Los pequeños extraterrestres (1978) y Los ojos del bosque (1980).
El nombre de Davis se puso de moda entre el público más joven cuando la canción de Jackie DeShannon, «Bette Davis Eyes», se convirtió en un éxito mundial gracias a la versión interpretada por Kim Carnes y fue uno de los registros musicales más vendidos de 1981 en los EE. UU., donde se mantuvo en el primer puesto de las listas de música por más de dos meses. La nieta de Davis quedó impresionada de que su abuela fuera la temática de una canción de tanta repercusión, mientras que la actriz la aceptó como un cumplido y les escribió a Carnes y sus compositores. Por otro lado, aceptó como regalo los Discos de Oro y Platino de Carnes y los colgó en su pared. Davis continuó actuando para la televisión y apareció en Family Reunion (1981) junto a su nieto Ashley J. Hyman, A Piano for Mrs. Cimino (1982) y Derecho a elegir con James Stewart. En 1983, fue galardonada con el premio «Women in Film Crystal».

### 1983-1989: enfermedad y trabajos finales

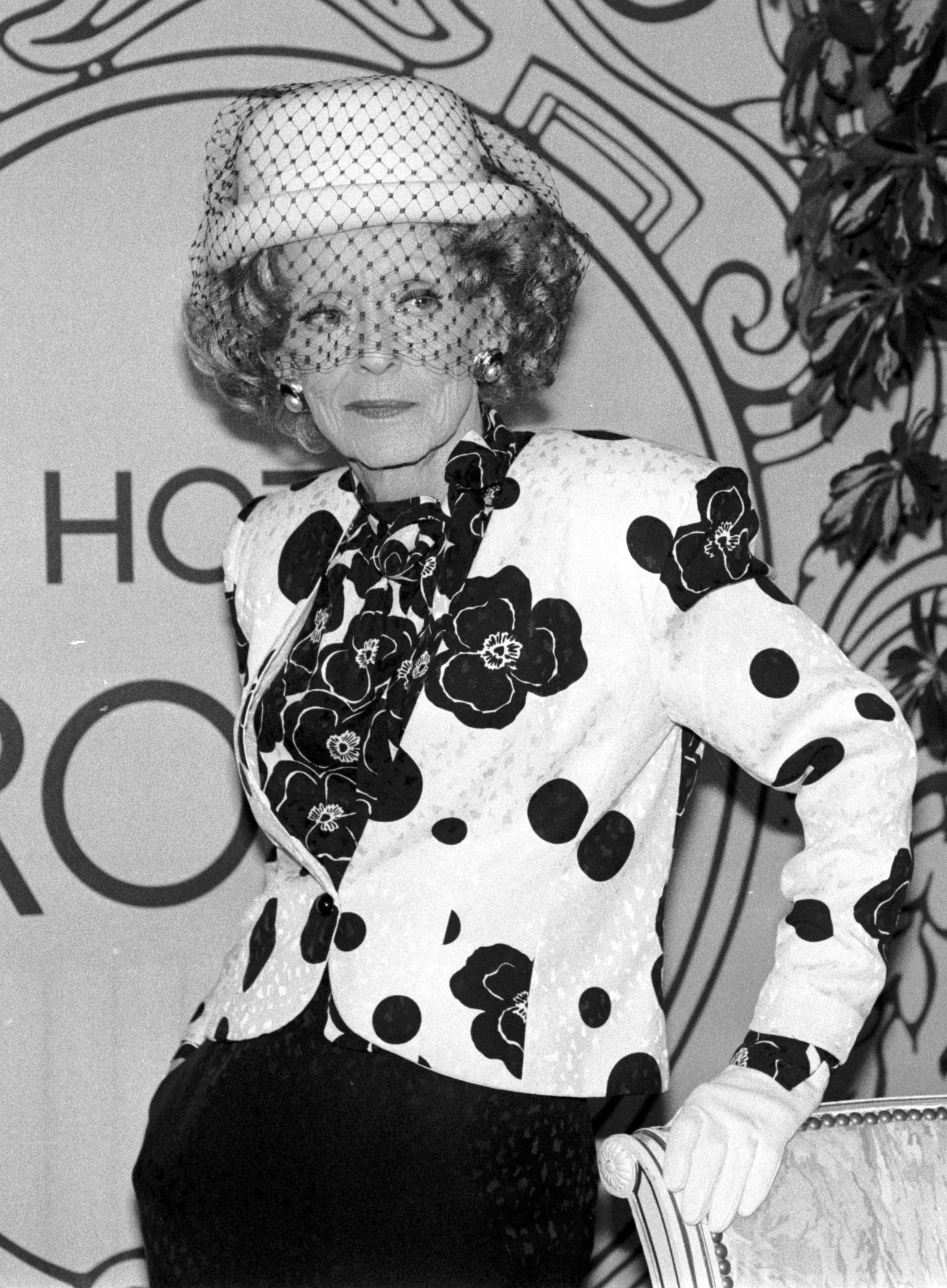
Bette Davis en el Festival de Cine de Deauville, en Francia, en septiembre de 1987. Extremadamente delgada a causa de su enfermedad, continuó trabajando y realizando apariciones públicas hasta su muerte.

En 1983, después de filmar un episodio piloto para la serie Hotel, Davis fue diagnosticada de cáncer de mama y se sometió a una mastectomía. Dos semanas después de la cirugía, padeció cuatro accidentes cerebrovasculares que le causaron una parálisis en el lado izquierdo de la cara y en el brazo izquierdo que la dejaron con dificultad para hablar. Comenzó un largo período de terapia física y con la ayuda de su asistente personal, Kathryn Sermak, logró recuperarse parcialmente de la parálisis.
Durante este tiempo, su relación con su hija, B.D. Hyman, se deterioró cuando esta última se convirtió en una cristiana renacida y trató de persuadir a Davis a seguir su ejemplo. Con su salud estable, viajó a Inglaterra para filmar Murder with Mirrors (1985), basada en la obra de misterio de Agatha Christie. A su regreso, se enteró de que su hija había publicado un libro de memorias, El guardián de mi madre, en el que hablaba de la difícil relación madre-hija, el comportamiento prepotente y los episodios de alcoholismo de su madre. Varios de los amigos de Davis comentaron que las descripciones de Hyman sobre los hechos no eran exactas; uno de ellos dijo que «la mayor parte del libro está fuera de contexto». Mike Wallace retransmitió una entrevista de 60 minutos que había grabado con Hyman unos años antes, donde la elogió en sus habilidades como madre y dijo que había adoptado varios de los principios de Davis en la crianza de sus propios hijos. Los críticos de Hyman señalaron que Davis había apoyado económicamente a la familia de su hija durante muchos años y recientemente los había salvado de perder su casa. A pesar de las asperezas de los primeros años de divorcio, Gary Merrill también defendió a Davis; entrevistado por CNN, Merrill dijo que Hyman fue motivada por «la crueldad y la codicia». El hijo adoptivo de Davis, Michael Merrill, terminó todo contacto con Hyman y se negó a hablar con ella de nuevo, al igual que Davis, que la desheredó.
En sus segundas memorias, This 'N That (1987), Davis escribió: «Todavía me estoy recuperando del hecho de que una hija mía escriba sobre mí a mis espaldas, no diré nada sobre el tipo de libro que es. Nunca me recuperaré completamente del libro de BD como lo hice con el accidente cerebrovascular. Ambas fueron experiencias demoledoras». Sus memorias concluyeron con una carta a su hija, en la que se dirigió a ella varias veces como «Hyman» y describió sus acciones como «una notoria falta de lealtad y agradecimiento por la vida privilegiada que creo que te he dado». Para concluir con una referencia al título del libro de Hyman, expresó: «Si se refiere al dinero, si mi memoria no falla, he sido tu guardián todos estos años. Sigo siéndolo, ya que mi nombre ha hecho de tu libro un éxito».

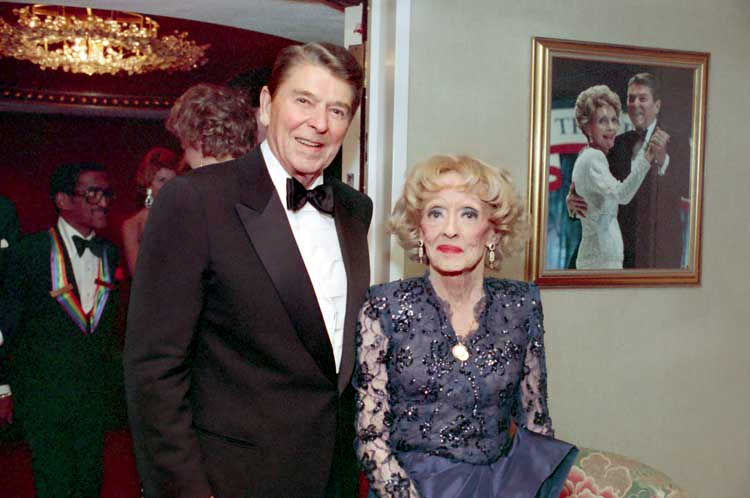
Bette Davis junto al presidente estadounidense Ronald Reagan, en 1987, dos años antes de su muerte.

Davis apareció en la película para televisión As Summers Die (1986) y en Las ballenas de agosto (1987) de Lindsay Anderson, en la que interpretó a la hermana ciega de Lillian Gish. La película obtuvo buenas críticas, una de las cuales decía: «Bette se arrastra a través de la pantalla como un viejo avispón cascarrabias en el cristal de una ventana, gruñendo, tambaleándose, temblando... Una sinfonía de sinapsis que falló». Su última actuación fue el papel protagonista en La bruja de mi madre de Larry Cohen (1989). Para entonces su salud estaba deteriorándose y después de algunos desacuerdos con Cohen, se bajó del proyecto. El guion fue reescrito para poner más énfasis en el carácter del personaje de Barbara Carrera y la versión reelaborada se lanzó después de la muerte de Davis.
Luego de abandonar La bruja de mi madre y sin más ofertas de cine (a pesar de que estaba dispuesta a trabajar en The Turn Of The Century de Craig Calman y colaboró con él en la adaptación de la obra de teatro para un guion de largometraje), Davis apareció en varios programas de entrevistas y fue reporteada por Johnny Carson, Joan Rivers, Larry King y David Letterman, con quienes habló de su carrera y se negó a opinar de su hija. Sus apariciones eran populares; Lindsay Anderson observó que el público disfrutaba viendo la forma «tan perra» en la que se comportaba.
Durante 1988 y 1989, Davis fue agasajada por su trayectoria y recibió el premio del Centro John F. Kennedy, la Legión de Honor de Francia, el Campione d'Italia y el premio a la trayectoria de la Sociedad Fílmica del Lincoln Center.

## Muerte

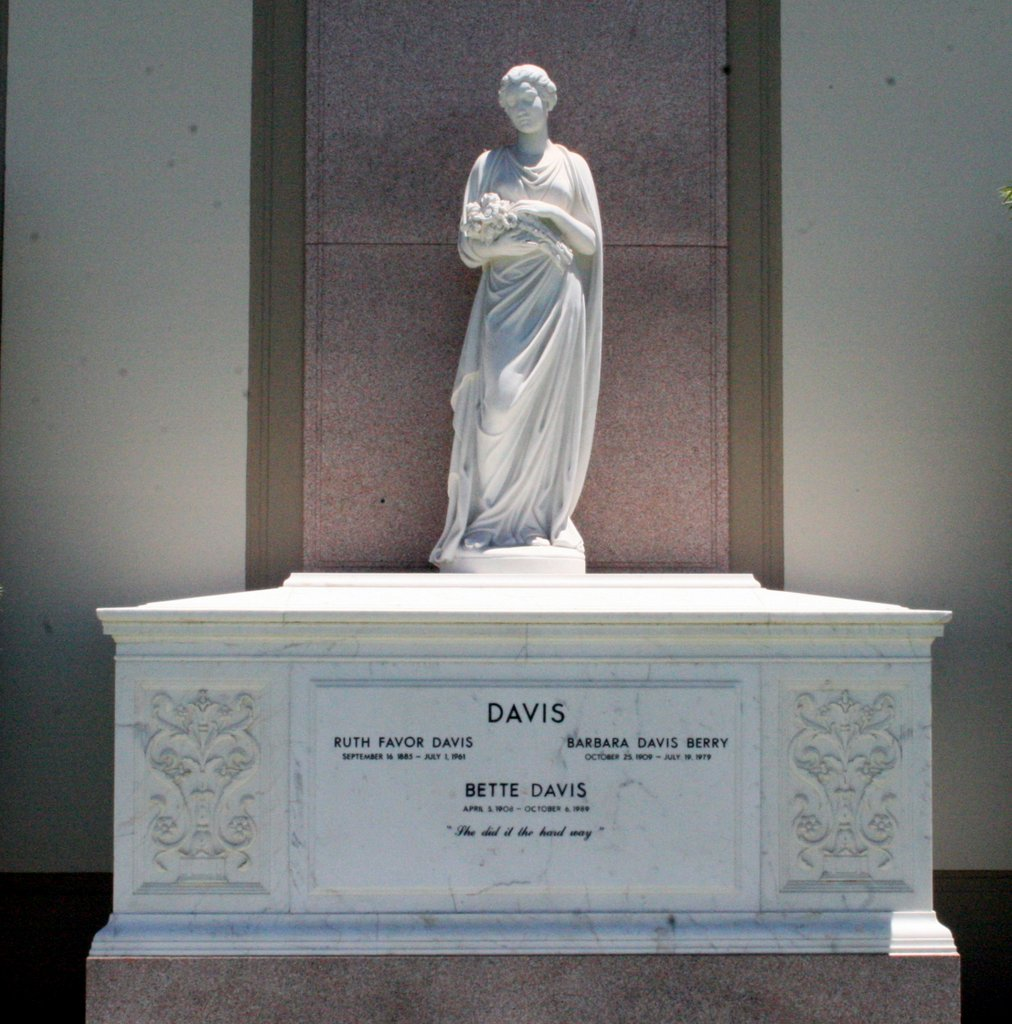
Cripta de Davis dentro del cementerio Forest Lawn Memorial Park, ubicado en Los Ángeles.

Davis se desmayó durante la entrega de los premios American Cinema en 1989 y poco después descubrió que el cáncer había reaparecido. Se recuperó lo suficiente como para viajar a España, donde fue galardonada con el premio Donostia en el Festival Internacional de Cine de San Sebastián. Durante su estadía en San Sebastián su salud se deterioró rápidamente. Demasiado débil para hacer el largo viaje de regreso a EE. UU., viajó a Francia, donde murió a las 23.20 h del 6 de octubre de 1989 a los 81 años, en el Hospital Americano de Neuilly-sur-Seine. Su cuerpo fue sepultado en el cementerio Forest Lawn—Hollywood Hills Cemetery de Los Ángeles, al lado de su madre, su hermana Bobby (fallecida en 1979) y con su nombre grabado en una letra más grande con respecto a las otras dos. El epitafio de Davis dice: «Lo hizo a la manera difícil», que también fue mencionado en su libro de memorias Mother Goddam por sugerencia de Joseph L. Mankiewicz poco después de haber terminado de filmar Eva al desnudo.

## Críticas y legado
A lo largo de su carrera, Davis fue señalada como una actriz de carácter difícil, lo que se vio reflejado en diversas discusiones que mantuvo con directores e integrantes de elencos. A diferencia de otras actrices de su época, optó por interpretar papeles poco simpáticos y fuera de los comunes para una mujer de ese momento, como manipuladoras, asesinas o personas de mayor edad a la suya. Muchos de sus contemporáneos señalan que, si bien muchas de sus películas no tuvieron el éxito esperado, Davis se destacaba de todas formas por la recreación de personajes muy variados y su personalidad fuerte. De hecho, la revista Life la calificó como la actriz más representativa de su época y el AFI la situó en el segundo puesto de su lista de las «50 mayores leyendas estadounidenses de la pantalla», solo por detrás de Katharine Hepburn. La Fundación Bette Davis, creada en 1997, premia con becas a jóvenes actores prometedores.

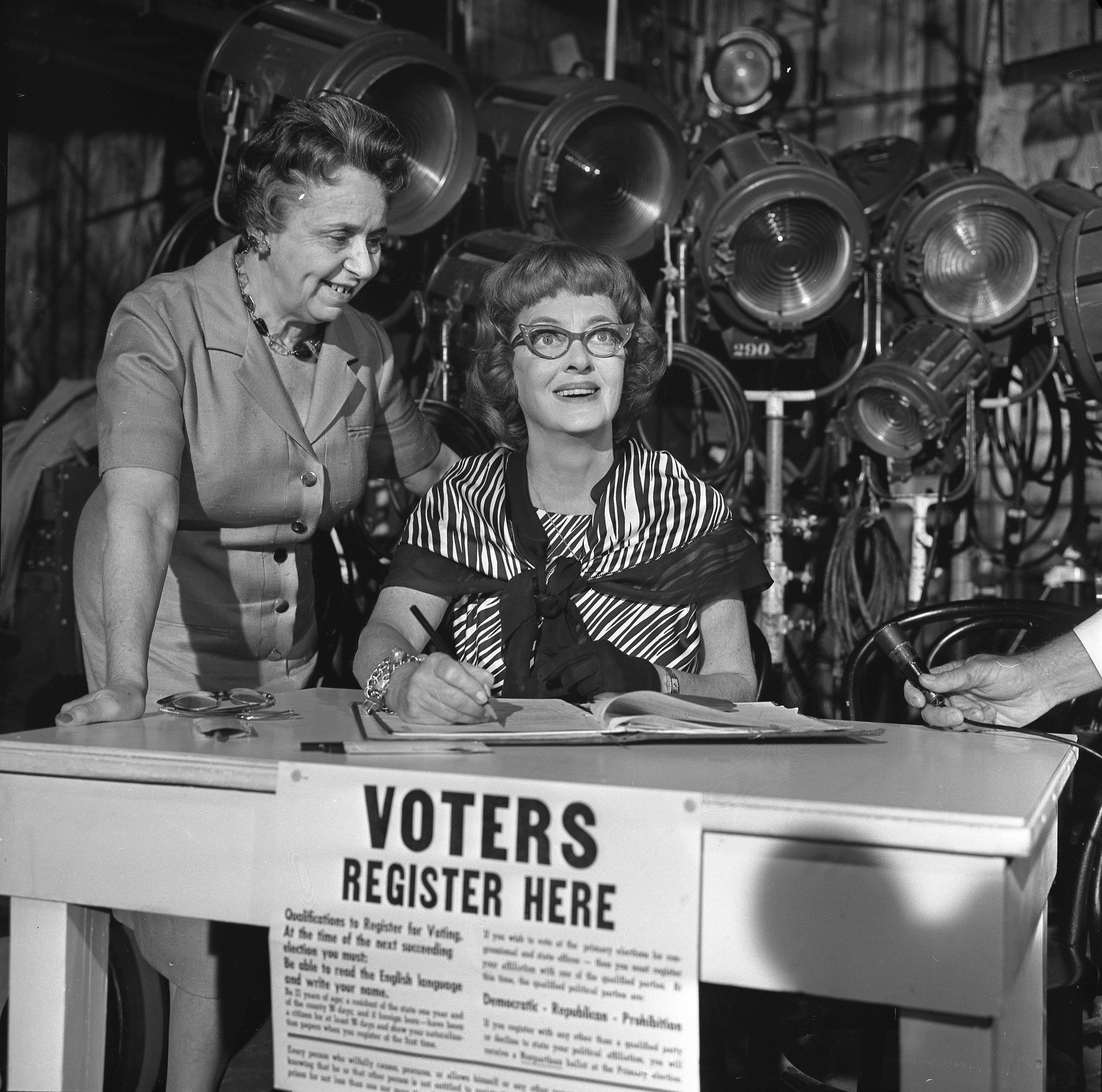
Davis registrándose para votar en 1964.

En 1964, Jack Warner comentó la «cualidad mágica que transformaba a esta muchachita a veces sosa y poco hermosa en una gran artista», y en una entrevista de 1988, Davis remarcó que, a diferencia de muchas de sus contemporáneas, había forjado una carrera sin la ventaja de la belleza. Admitió que estaba aterrada durante el rodaje de sus primeras películas y que se volvió dura por necesidad. Dijo que: «En mi profesión hasta que no tienes fama de monstruo, no eres una estrella», pero «yo nunca luché por nada de forma desleal. Nunca luché por nada que no fuera por el bien de la película». Durante el rodaje de Eva al desnudo (1950), Joseph L. Mankiewicz le dijo que en Hollywood existía la idea de que su carácter era difícil, y Davis le explicó que cuando la audiencia la veía en pantalla, no tenía en cuenta que su apariencia era el resultado del trabajo de numerosas personas entre bastidores. Si fuera presentada como «una burra... de cuarenta pies de ancho, y treinta de alto», eso sería todo lo que la audiencia «vería o valoraría».
Aunque fue elogiada por sus éxitos, a veces Davis y sus películas fueron ridiculizados. Pauline Kael describió La extraña pasajera (Now, Voyager, 1942) como un «clásico de baratillo», y a mediados de la década de 1940, sus actuaciones a veces artificiosas e histriónicas fueron objeto de caricatura. Edwin Schallert para The Ángeles Times elogió su actuación de Sr. Skeffington (1944), aunque observaba que «los mimos tendrán más gracia que una caja de monos imitando a la señorita Davis», y Dorothy Manners en The Angeles Examiner dijo de su interpretación en la pobremente acogida Más allá del bosque (1949), que «ningún humorista de club nocturno habría hecho una imitación tan cruel de los gestos de la Davis como la misma Bette realizó en esta». La revista Time destacó que Davis era digna de observarse compulsivamente incluso cuando criticaba su técnica interpretativa, resumiendo su actuación en Su propia víctima (1964) con el comentario: «su interpretación, no es realmente una actuación, es alardear descaradamente. ¡Pero intente mirar para otro lado!».
Atrajo muchos seguidores de la subcultura gay, y con frecuencia era imitada por transformistas como Tracey Lee y Charles Pierce. En un intento de explicar su popularidad entre la audiencia homosexual, el periodista Jim Emerson escribió: «¿Ella es el mascarón de proa del camp simplemente por su estilo de actuar crispado, melodramático y que no ha envejecido bien? ¿o porque fue «Más grande que la vida», una tipa dura que ha sobrevivido? Probablemente por ambas cosas».
Su elección de películas fue poco convencional, interpretó papeles de manipuladoras y asesinas cuando las actrices de la época generalmente preferían papeles más simpáticos, y destacó con ellos. Era partidaria de la autenticidad por encima del glamour y deseaba cambiar su propia apariencia si le venía bien al personaje. Claudette Colbert comentó que Davis fue la primera actriz en interpretar personajes de una edad superior a la suya, y por ello no tuvo que hacer la difícil transición a papeles de carácter cuando envejeció.

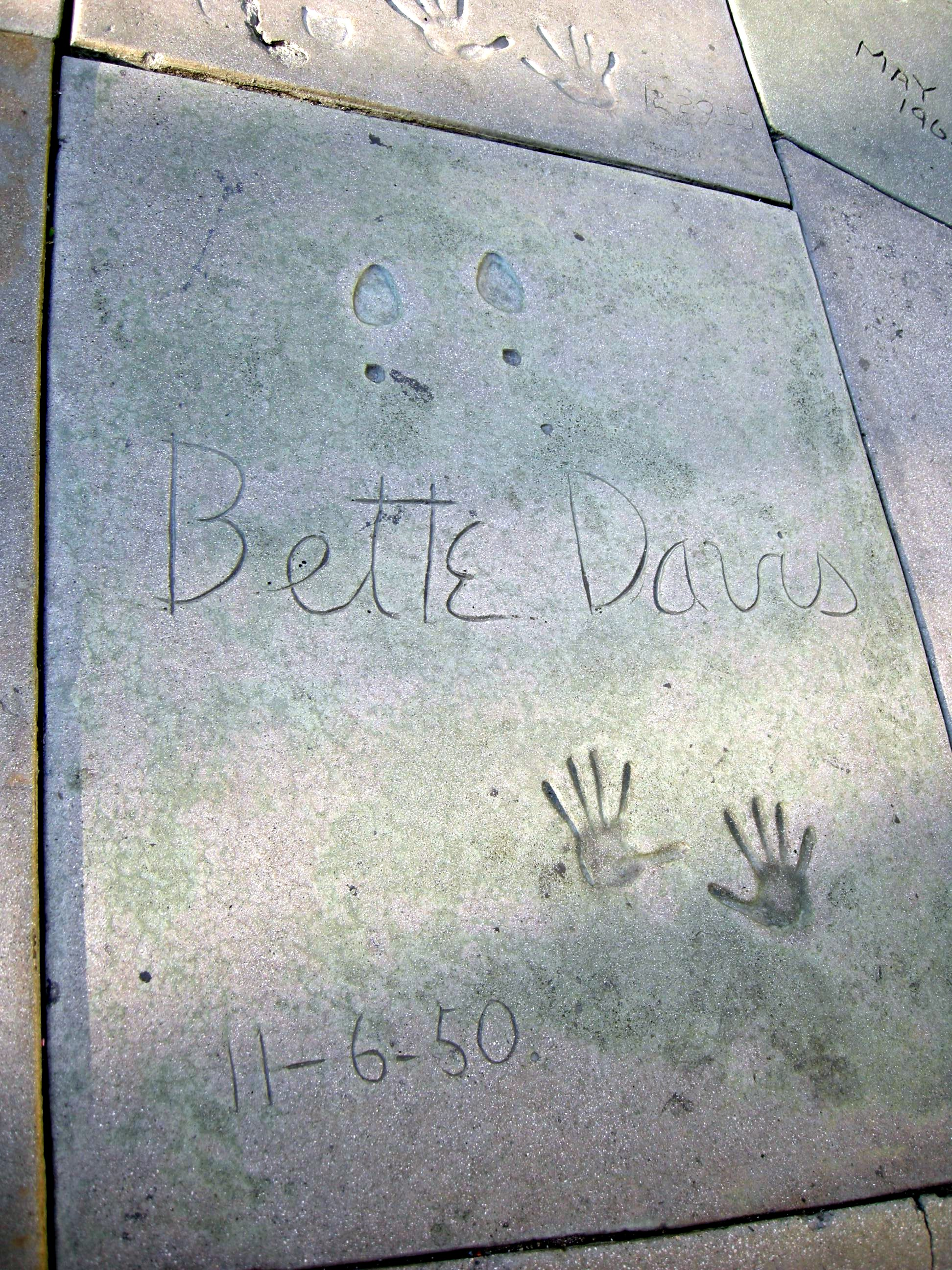
Firma de Bette Davis y la huella de sus manos frente al Grauman's Chinese Theatre.

Cuando entró en la tercera edad, Davis fue reconocida por sus logros. John Springer, que organizaba sus giras de conferencias a principios de la década de 1970, escribió que a pesar de los éxitos de muchas de sus contemporáneas, Davis fue «la estrella de los treinta y principios de los cuarenta», que logró notoriedad por la variedad de sus caracterizaciones y su habilidad para hacerse valer, incluso cuando su material era mediocre. Sus interpretaciones personales siguieron recibiendo elogios; en 1987, Bill Collins analizó La carta (1940) y describió su actuación como un «logro brillante y sutil», y escribió: «Bette Davis hace de Leslie Crosbie una de las mujeres más extraordinarias del cine». En una reseña de 2000 de Eva al desnudo (1950), Roger Ebert apuntó que «Davis era un personaje, un ícono con un gran estilo, tanto que incluso sus excesos son realistas». En 2006, la revista Premiere situó su recreación de Margo Channing en la película en el puesto quinto de su lista «Las 100 interpretaciones más grandes de todos los tiempos», comentando que: «Hay algo deliciosamente audaz en su alegre voluntad de interpretar emociones tan desagradables como los celos, la amargura y la necesidad». En su reseña de ¿Qué fue de Baby Jane? (1962) de 2008, Ebert afirmó que «nadie que la haya visto en la película la olvidará jamás».
Unos meses antes de su muerte en 1989, Davis fue uno de los actores que aparecieron en la portada de la revista Life. En una retrospectiva cinematográfica que homenajeaba a los filmes y las estrellas de 1939, Life concluyó que Davis fue la actriz más significativa de su época y destacó Amarga victoria (1939) como una de las películas más importantes del año. Angela Lansbury resumió el sentimiento de los miembros de la comunidad de Hollywood que asistieron a su funeral, comentando tras la proyección de una muestra de las películas de Davis, que habían presenciado «un extraordinario legado de la interpretación del siglo veinte por una auténtica maestra del oficio», que debería proporcionar «estímulo y ejemplo para futuras generaciones de aspirantes a actores».
En 1977, Davis se convirtió en la primera mujer galardonada con el premio a los logros de una vida del AFI. En 1999, el American Film Institute publicó la lista «100 años de la AFI... 100 estrellas», resultante de una encuesta entre la industria cinematográfica para determinar las «50 mayores leyendas estadounidenses de la pantalla» para conseguir el reconocimiento público y el aprecio del cine clásico. De las 25 actrices elegidas para la lista, Davis quedó situada en el segundo puesto, por detrás de Katharine Hepburn.
En 1997, los albaceas de su herencia, Michael Merrill, su hijo, y Kathryn Sermak, su antigua asistente, crearon la Fundación Bette Davis que premia con una beca a actores y actrices prometedores. En 2008, el Servicio Postal de los Estados Unidos celebró el centenario del nacimiento de Bette Davis con la emisión de un sello conmemorativo. La celebración del primer día de emisión tuvo lugar el 18 de septiembre de 2008, en la Universidad de Boston, en la que se almacena un extenso archivo de Bette Davis. Entre los oradores del acto más destacados estaban su hijo Michael Merrill y Lauren Bacall.

## Filmografía
| Año  | Película                                 |
| ---- | ---------------------------------------- |
| 1931 | Mala hermana                             |
| 1931 | Semilla                                  |
| 1931 | El puente de Waterloo                    |
| 1931 | La vuelta al hogar                       |
| 1932 | La estatua vengadora                     |
| 1932 | Hell's House                             |
| 1932 | The Man Who Played God                   |
| 1932 | Alma de sacrificio                       |
| 1932 | Los ricos están con nosotros             |
| 1932 | The Dark Horse                           |
| 1932 | Esclavos de la tierra                    |
| 1932 | Tres vidas de mujer                      |
| 1932 | 20.000 años en Sing Sing                 |
| 1933 | Los gángsters del aire                   |
| 1933 | The Working Man                          |
| 1933 | Ex-Lady                                  |
| 1933 | Bureau of Missing Persons                |
| 1934 | The Big Shakedown                        |
| 1934 | El altar de la moda                      |
| 1934 | Jimmy the Gent                           |
| 1934 | Niebla sobre San Francisco               |
| 1934 | Of Human Bondage                         |
| 1934 | Housewife                                |
| 1935 | Bordertown                               |
| 1935 | The Girl from 10th Avenue                |
| 1935 | Front Page Woman                         |
| 1935 | Agente especial                          |
| 1935 | Peligrosa                                |
| 1936 | El bosque petrificado                    |
| 1936 | The Golden Arrow                         |
| 1936 | Satan Met a Lady                         |
| 1937 | La mujer marcada                         |
| 1937 | Kid Galahad                              |
| 1937 | Aquella mujer                            |
| 1937 | It's Love I'm After                      |
| 1938 | Jezabel                                  |
| 1938 | Las hermanas                             |
| 1939 | Amarga victoria                          |
| 1939 | Juárez                                   |
| 1939 | La solterona                             |
| 1939 | The Private Lives of Elizabeth and Essex |
| 1940 | El cielo y tú                            |
| 1940 | La carta                                 |
| 1941 | La gran mentira                          |
| 1941 | Una novia contrareembolso                |
| 1941 | La loba                                  |
| 1942 | El hombre que vino a cenar               |
| 1942 | Como ella sola                           |
| 1942 | La extraña pasajera                      |
| 1943 | Watch on the Rhine                       |
| 1943 | Thank Your Lucky Stars                   |
| 1943 | Old Acqaintance                          |
| 1944 | El señor Skeffington                     |
| 1944 | Hollywood Canteen                        |
| 1945 | The Corn Is Green                        |
| 1946 | A Stolen Life                            |
| 1946 | Engaño                                   |
| 1948 | Encuentro invernal                       |
| 1948 | La novia de junio                        |
| 1949 | Más allá del bosque                      |
| 1950 | All About Eve                            |
| 1951 | La egoísta                               |
| 1951 | Another Man's Poison                     |
| 1952 | Llama un desconocido                     |
| 1952 | La estrella                              |
| 1955 | The Virgin Queen                         |
| 1956 | Banquete de bodas                        |
| 1956 | En el ojo del huracán                    |
| 1959 | El capitán Jones                         |
| 1959 | Donde el círculo termina                 |
| 1961 | Pocketful of Miracles                    |
| 1962 | What Ever Happened to Baby Jane?         |
| 1964 | Dead Ringer                              |
| 1964 | A donde fue el amor                      |
| 1964 | Hush… Hush, Sweet Charlotte              |
| 1965 | A merced del odio                        |
| 1968 | El aniversario                           |
| 1970 | Conecting Rooms                          |
| 1971 | Bunny O'Hare                             |
| 1972 | El mundo extraño de Madame Sin           |
| 1972 | Sembrando ilusiones                      |
| 1976 | Pesadilla diabólica                      |
| 1978 | Los pequeños extraterrestres             |
| 1978 | Muerte en el Nilo                        |
| 1980 | The Watcher in the Woods                 |
| 1987 | Las ballenas de agosto                   |
| 1989 | La bruja de mi madre                     |

## Premios y nominaciones
Premios Óscar
En 1962, Davis se convirtió en la primera intérprete en recibir once nominaciones a los premios Oscar por sus actuaciones. Desde entonces, solo cuatro personas han igualado o superado esta cifra: Meryl Streep (veintiuna nominaciones y tres victorias), Katharine Hepburn (doce nominaciones y cuatro victorias), Jack Nicholson (doce nominaciones y tres victorias) y Laurence Olivier (diez nominaciones y una victoria).
A principios de los años 2000, Steven Spielberg compró en una subasta los dos Oscars que Davis ganó por Peligrosa (1935) y Jezabel (1938) (por 207 500 USD y 578 000 USD, respectivamente) y los devolvió a la Academia de Artes y Ciencias Cinematográficas.
El trabajo de Davis en Cautivo del deseo (1934) fue tan ampliamente aclamado que cuando no recibió una nominación para un premio Oscar, varias figuras influyentes montaron una campaña para que se incluyera a la actriz. La Academia flexibilizó sus reglas por ese año solo para permitir la consideración de cualquier artista nominado en una votación escrita, por lo que cualquier votación del año fue técnicamente elegible para su consideración. Debido al alboroto tan publicitado, algunas fuentes todavía la consideran una nominación para Davis, aunque la Academia nunca la registró oficialmente como una candidatura.
Premios Óscar
| Año  | Categoría    | Película                         | Resultado |
| ---- | ------------ | -------------------------------- | --------- |
| 1935 | Mejor actriz | Of Human Bondage                 | Nominada  |
| 1936 | Mejor actriz | Peligrosa                        | Ganadora  |
| 1939 | Mejor actriz | Jezabel                          | Ganadora  |
| 1940 | Mejor actriz | Amarga victoria                  | Nominada  |
| 1941 | Mejor actriz | La carta                         | Nominada  |
| 1942 | Mejor actriz | La loba                          | Nominado  |
| 1943 | Mejor actriz | La extraña pasajera              | Nominada  |
| 1945 | Mejor actriz | El señor Skeffington             | Nominada  |
| 1951 | Mejor actriz | All About Eve                    | Nominada  |
| 1953 | Mejor actriz | La estrella                      | Nominada  |
| 1963 | Mejor actriz | What Ever Happened to Baby Jane? | Nominada  |

Festival Internacional de Cine de Venecia
| Año  | Categoría                     | Película                       | Resultado |
| ---- | ----------------------------- | ------------------------------ | --------- |
| 1937 | Coppa Volpi a la mejor actriz | Kid Galahad y La mujer marcada | Ganadora  |

Festival Internacional de Cine de Cannes
| Año  | Categoría    | Película      | Resultado |
| ---- | ------------ | ------------- | --------- |
| 1951 | Mejor Actriz | All About Eve | Ganadora  |

Festival Internacional de Cine de San Sebastián
| Año  | Categoría       | Resultado |
| ---- | --------------- | --------- |
| 1989 | Premio Donostia | Ganadora  |